# انقلاب 1979 في السلفادور
كان الانقلاب السلفادوري عام 1979 انقلابًا عسكريًا وقع في السلفادور في 15 أكتوبر 1979. أطاح الانقلاب، بقيادة ضباط عسكريين شباب، بالرئيس العسكري كارلوس أومبيرتو روميرو الذ أُرسل إلى المنفى. وألغوا قبضة حزب المصالحة الوطنية القوية على السلطة، وأنشأ الجيش بدلًا منه المجلس العسكري للحكومة الثورية في السلفادور. وكان المجلس العسكري يتألف من ضابطين عسكريين وثلاثة مدنيين.
أعلن المجلس العسكري للحكومة الثورية بأن المجلس هو «مجلس إصلاحي» يمكن له أن يجري إصلاحات سياسية واقتصادية. وعلى أرض الواقع، استمر المجلس في قمع المعارضة السياسية، خاصة بعد صعود العديد من الجماعات اليسارية المسلحة في أوائل الثمانينيات. يشار إلى الانقلاب على أنه بداية الحرب الأهلية السلفادورية التي استمرت اثني عشر عامًا.

## خلفية
كان لدى حزب المصالحة الوطنية فهم قوي للسياسة السلفادورية منذ انتخابات الجمعية الدستورية السلفادورية عام 1961 والانتخابات الرئاسية السلفادورية عام 1962، بعد حل كل من المجلس العسكري الحاكم في عام 1961 والدليل المدني العسكري في عام 1962. كانت حكومة حزب المصالحة الوطنية مدعومة من قبل الولايات المتحدة لأنها اتبعت أسلوب الديكتاتورية العسكرية، الذي اعتُقد بأنه الطريقة الأكثر فاعلية لاحتواء اختراق الشيوعيين لأمريكا اللاتينية. جُهّز ودُرّب الحرس الوطني السلفادوري من قبل الولايات المتحدة ووكالة المخابرات المركزية، وكلاهما كانا يدعمان حزب المصالحة الوطنية بشكل مباشر.
خلال الستينيات والسبعينيات من القرن الماضي، نشأت العديد من الجماعات السياسية المعارضة للحكومة العسكرية لحزب المصالحة الوطنية. كان الحزب الديمقراطي المسيحي المعارض الرئيسي لحزب المصالحة الوطنية، واكتسب نفوذًا كبيرًا في الجمعية التشريعية. في الانتخابات الرئاسية لعام 1972، أُعلن أن مرشح الحزب الديمقراطي المسيحي خوسيه نابليون دوارتي، تحت راية الاتحاد الوطني المعارض، قد فاز في الانتخابات بأغلبية 6000 صوت من قبل مجلس الانتخابات المركزي، ولكن أُلغيت النتيجة وعوضًا عن ذلك انتخبت الجمعية التشريعية مرشح حزب المصالحة الوطنية أرتورو أرماندو مولينا كرئيس. قُبض على دوارتي وعُذب ونُفي إلى فنزويلا بسبب فوزه في انتخابات عام 1972.
ومن بين المجموعات الأخرى الأقل سياسية التي ظهرت كانت الجبهة المتحدة للعمل الثوري، وحزب التجديد، والاتحاد النقابي الموحد في السلفادور، وجبهة العمل الشعبي الموحد، والاتحاد المسيحي لفلاحي السلفادور. من أجل مكافحة المعارضة السياسية والعسكرية للحكومة، أنشأ الرئيس خوليو أدالبرتو ريفيرا المنظمة الوطنية الديمقراطية. ترأّس المنظمة الجنرال خوسيه ألبرتو ميدرانو ووضعت تحت إدارة وكالة الأمن القومي في السلفادور. كانت المنظمة الوطنية الديمقراطية عبارة عن مجموعة من فرق الموت التي تسيطر عليها الحكومة والتي كانت تستخدم لاعتقال وتعذيب المعارضين السياسيين، وترهيب الناخبين، وتزوير الانتخابات، وقتل الفلاحين. ادعت المنظمة الوطنية الديمقراطية أن لديها ما بين 50000 و100000 عضو في أواخر الستينيات. ضمت بعض أشهر فرق الموت قوات التحرير المسلحة المناهضة للشيوعية، فرقة حرب القضاء، واتحاد المحاربين البيض (مانو بلانكا).
شهدت حرب كرة القدم بين السلفادور وهندوراس في يوليو 1969 مغادرة 300 ألف لاجئ سلفادوري هندوراس بحثًا عن الأمان في السلفادور. مما زاد من معدلات البطالة والجريمة، وأضعف اقتصاد الأمة. زاد اللاجئون القادمون من هندوراس من الاكتظاظ السكاني في الدولة المكتظة بالأصل. كانوا يعيشون في فقر وكان عليهم إعالة أنفسهم دون أي مساعدة حكومية. دعم المواطنون الفقراء مرشحي المعارضة في الانتخابات لأن الحكومة لم تفعل سوى القليل أو لا شيء لدعمهم، لكن النتائج كانت تزور دائمًا من قبل الحكومة وتعرض الفقراء لمضايقات من قبل المنظمة الوطنية الديمقراطية. سمحت زيادة السلفادوريين الفقراء في الدولة للجماعات المسلحة مثل قوات تحرير فارابوندو مارتي الشعبية والحزب الشيوعي في السلفادور والمقاومة الوطنية والجيش الثوري الشعبي بالنمو في الحجم والأرقام.
في مارس 1979، حاول الرئيس كارلوس أومبرتو روميرو التفاوض مع خصومه السياسيين بسبب اندلاع ثورة نيكاراغوا في العام السابق، على أمل منع ثورة ضد حكومته. ونتيجة لذلك، نظمت قوات المعارضة، التي لاحظت هذا الضعف، إضرابات وسارت في شوارع سان سلفادور واستولت الحشود على المباني العامة. سحق جنود روميرو الإضرابات والمسيرات باستخدام الذخيرة الحية ضد المتظاهرين. أُذيع الحدث في جميع أنحاء الولايات المتحدة وأوروبا وأسفر عن إغلاق كوستاريكا واليابان وسويسرا والمملكة المتحدة وألمانيا الغربية لسفاراتها في السلفادور مشيرة إلى وجود دوامة من العنف لا يمكن السيطرة عليها.